# Danthonia spicata
Danthonia spicata är en gräsart som först beskrevs av Carl von Linné, och fick sitt nu gällande namn av Johann Jakob Roemer och Schult.. Danthonia spicata ingår i släktet knägrässläktet, och familjen gräs. Inga underarter finns listade i Catalogue of Life.